# Верхний Каранай
Верхний Каранай (авар. ТIасияб Гъарани) — село в Буйнакском районе Дагестана. Административный центр сельского поселения «Сельсовет „Верхнекаранаевский“».

## Географическое положение
Расположен в 10 км к западу от районного центра города Буйнакск.

## Население
| 1869 | 1888 | 1895  | 1926  | 1939  | 1970  | 1989 |
| ---- | ---- | ----- | ----- | ----- | ----- | ---- |
| 1198 | ↘770 | ↗850  | ↗1161 | ↗1259 | ↘1075 | ↘367 |
| 2002 | 2010 | 2021  |       |       |       |      |
| ↗781 | ↘735 | ↗1113 |       |       |       |      |

Эти селения (Эрпели, Каранай, Ишкарты, Ахатлы) не входили в состав владений Шамхала, а имели собственное, ни от кого независимое управление. В 1844 — 1845 годах эрпелинцы и каранаевцы, по военным обстоятельствам, были переселены на новые места, поближе к укреплениям. По окончании войны они перешли на старые места; незначительная часть каранаевцев еще осталась на житье вблизи штаб квартиры Ишкарты. Жители Караная и Ахатли, считающимся отселком первого, выселились из Койсубою и Гюнбета. Язык у них аварский.